# 王中逵
王中逵（1534年—？），字道卿，河南宣武衛人，軍籍，明朝政治人物。

## 生平
嘉靖四十三年（1564年）甲子科河南鄉試第六十名舉人。隆慶二年（1568年）中式戊辰科會試第三百三十三名，三甲第二百八十名進士。授黄县知县。

## 家族
曾祖王通；祖父王振，贈監察御史；父王琇，按察司副使。前母何氏（贈孺人）；母李氏（封孺人）。慈侍下。